# Kaapse rietzanger
De Kaapse rietzanger (Acrocephalus gracilirostris) is een zangvogel uit de familie Acrocephalidae (rietzangers).

## Verspreiding en leefgebied
Deze soort komt wijdverspreid voor in Afrika en telt acht ondersoorten:
- A. g. neglectus: westelijk Tsjaad.
- A. g. tsanae: noordwestelijk Ethiopië.
- A. g. jacksoni: noordoostelijk Congo-Kinshasa, zuidelijk Soedan, Oeganda en westelijk Kenia.
- A. g. parvus: van zuidwestelijk Ethiopië tot noordelijk Tanzania, Rwanda en Burundi.
- A. g. leptorhynchus: van oostelijk Ethiopië tot oostelijk Zuid-Afrika.
- A. g. winterbottomi: van oostelijk Angola tot noordelijk Zambia en zuidwestelijk Tanzania.
- A. g. cunenensis: van zuidwestelijk Angola en noordelijk Namibië tot westelijk Zimbabwe.
- A. g. gracilirostris: zuidelijk Namibië, Zuid-Afrika, zuidoostelijk Zimbabwe en zuidelijk Mozambique.

## Status
De grootte van de populatie is niet gekwantificeerd maar de soort wordt omschreven als zeldzaam tot algemeen. Op de Rode lijst van de IUCN heeft deze soort de status niet bedreigd.